# Markus Daun
Markus Daun (ur. 10 września 1980 w Eschweiler) – niemiecki piłkarz występujący na pozycji napastnika, a także trener.

## Kariera klubowa
Daun zawodową karierę rozpoczynał w 2000 roku w Bayerze 04 Leverkusen. W Bundeslidze zadebiutował 10 grudnia 2000 w wygranym 4:0 pojedynku z Herthą BSC. W styczniu 2002 roku został wypożyczony do drugoligowej Alemannii Akwizgran, gdzie spędził pół roku.
Latem 2002 roku Dauna wypożyczono do Werderu Brema, także występującego w Bundeslidze. Pierwszy ligowy mecz zaliczył tam 11 sierpnia 2002 roku przeciwko Arminii Bielefeld (0:3). 3 listopada 2002 roku w wygranym 2:0 spotkaniu z Bayernem Monachium strzelił pierwszego gola w Bundeslidze. W 2004 roku zdobył z zespołem mistrzostwo Niemiec oraz Puchar Niemiec.
W 2004 roku podpisał kontrakt z zespołem 1. FC Nürnberg, również grającym w Bundeslidze. Zadebiutował tam 7 sierpnia 2004 roku w wygranym 3:1 pojedynku z 1. FC Kaiserslautern. W 2006 roku, po spadku 1. FC Nürnberg do 2. Bundesligi, Daun odszedł do innego drugoligowego klubu, MSV Duisburg. Jego barwy reprezentował przez 2 lata, a w 2008 roku ponownie został graczem Alemannii Akwizgran (2. Bundesliga). W 2011 roku zakończył tam karierę.
W Bundeslidze rozegrał 88 spotkań i zdobył 6 bramek.
| Sezon   | Klub                   | Kraj   | Rozgrywki         | Mecze | Bramki |
| ------- | ---------------------- | ------ | ----------------- | ----- | ------ |
| 2000/01 | Bayer 04 Leverkusen    | Niemcy | Bundesliga        | 3     | 0      |
| 2001/02 | Bayer 04 Leverkusen II | Niemcy | Regionalliga Nord | 20    | 11     |
| 2001/02 | Alemannia Aachen       | Niemcy | 2. Bundesliga     | 15    | 4      |
| 2002/03 | Werder Brema           | Niemcy | Bundesliga        | 27    | 3      |
| 2003/04 | Werder Brema           | Niemcy | Bundesliga        | 6     | 0      |
| 2004/05 | 1. FC Nürnberg         | Niemcy | Bundesliga        | 20    | 1      |
| 2005/06 | 1. FC Nürnberg         | Niemcy | Bundesliga        | 13    | 0      |
| 2006/07 | MSV Duisburg           | Niemcy | 2. Bundesliga     | 26    | 7      |
| 2007/08 | MSV Duisburg           | Niemcy | Bundesliga        | 19    | 2      |
| 2008/09 | Alemannia Aachen       | Niemcy | 2. Bundesliga     | 21    | 2      |
| 2009/10 | Alemannia Aachen       | Niemcy | 2. Bundesliga     | 0     | 0      |
| 2010/11 | Alemannia Aachen       | Niemcy | 2. Bundesliga     | 0     | 0      |

## Kariera reprezentacyjna
Daun jest byłym reprezentantem Niemiec U-21.